# Chaetocnema kabakovi
Chaetocnema kabakovi es un coleóptero de la familia Chrysomelidae. Fue descrita científicamente en 1995 por Lopatin.